# Muzeul de Etnografie și Artă Populară din Târgu Mureș
Muzeul de Etnografie și Artă Populară (în maghiară Néprajzi és Népművészeti Múzeum) este situat în Piața Trandafirilor nr. 11, în  Palatul Toldalagi din Târgu Mureș. Clădirea este una dintre cele mai însemnate monumente ale orașului datând din secolul al XVIII-lea. A fost construit în stil baroc între anii 1759-1772 de contele László Toldalagi.

## Istoric
Primele achiziții de obiecte etnografice din colecțiile secției de etnografie a muzeului le-a realizat Aurel Filimon în perioada interbelică. Astfel, în 1921 s-a deschis prima expoziție de etnografie în Palatul Culturii. Îmbogățirea patrimoniului muzeal a fost continuată apoi prin alte campanii de achiziții ale generațiilor de etnografi care s-au succedat ce-a lungul timpului. Dezvoltarea patrimoniului  a urmărit completarea colecțiilor în vederea reprezentării tuturor zonelor etnografice mureșene. Au fost extinse și reluate astfel achizițiile de obiecte  ale etnoculturii maghiare, românești și săsești din: Mureșul Superior, Valea Gurghiului, Valea Beicii, Valea Nirajului, Târnava Mare și Târnava Mică, Câmpia Transilvaniei. Din anul 1984 Palatul Toldalagi adăpostește secția de Etnografie și Artă Populară a Muzeului Județean Mureș.

## Palatul Toldalagi
Este primul și cel mai exigent palat nobiliar ridicat în Târgu Mureș după instalarea în oraș a Tablei Regești. Comanditarul clădirii a fost contele László Toldalagi, asesorul Tablei Regești. Construcțiile au debutat în 1759 și s-au derulat în mai multe etape până în 1772, când a fost terminată în întregime și aripa din spate. Meșterul proiectant al palatului a fost János Luidor, iar pe șantierul construcțiilor apărea pentru prima dată la Târgu Mureș – în calitate de antreprenor secund – Pál Schmidt, maestrul care urma să devină în curând o personalitate cheie în construcțiile orășenești. Realizarea statuilor și a detaliilor arhitecturale sculptate i-a revenit celui mai renumit sculptor din Transilvania acelor timpuri, Anton Schuchbauer. În prima parte a anilor 1940 palatul a găzduit banca Erdélyi Bank Rt. În cursul lucrărilor de reabilitare din anii 1960-1961 au fost amplasate în clădire sobele din secolul al XIX-lea, păstrate până în zilele noastre – unele provin din Castelul Haller din Sânpaul, altele din clădirile situate în Piața Bernády nr. 6, respectiv pe strada Jókai Mór nr. 26.

### Arhitectura
Fațada principală care încorporează șase axe de goluri abundent decorate constituie din punct de vedere artistic detaliul cel mai valoros al edificiului. Ancadramentul porții, evidențiat printr-o scotie adâncă, ocupă două axe în centrul fațadei. În câmpul aticului se poate remarca coroana cu nouă vârfuri și blazoanele cioplite din piatră ale familiilor conților Toldalagi⁠(fr)[traduceți] și a conților Wass. Acestea sunt înconjurate de stucaturi reprezentând grilaje rococo, motive vegetale, rocailleuri, volute. Acoperișul frânt al fațadei prezintă două lucarne cu ancadramente ovale din piatră, împodobite cu stucaturi care înfățișează draperii, rocailleuri și capete de turci. Vechile săli reprezentative de la etajul palatului prezintă de asemenea un decor în stuc exigent executat. Sala mare care se întindea pe întreaga lungime a fațadei, fusese compartimentată ulterior în două săli mai mici.

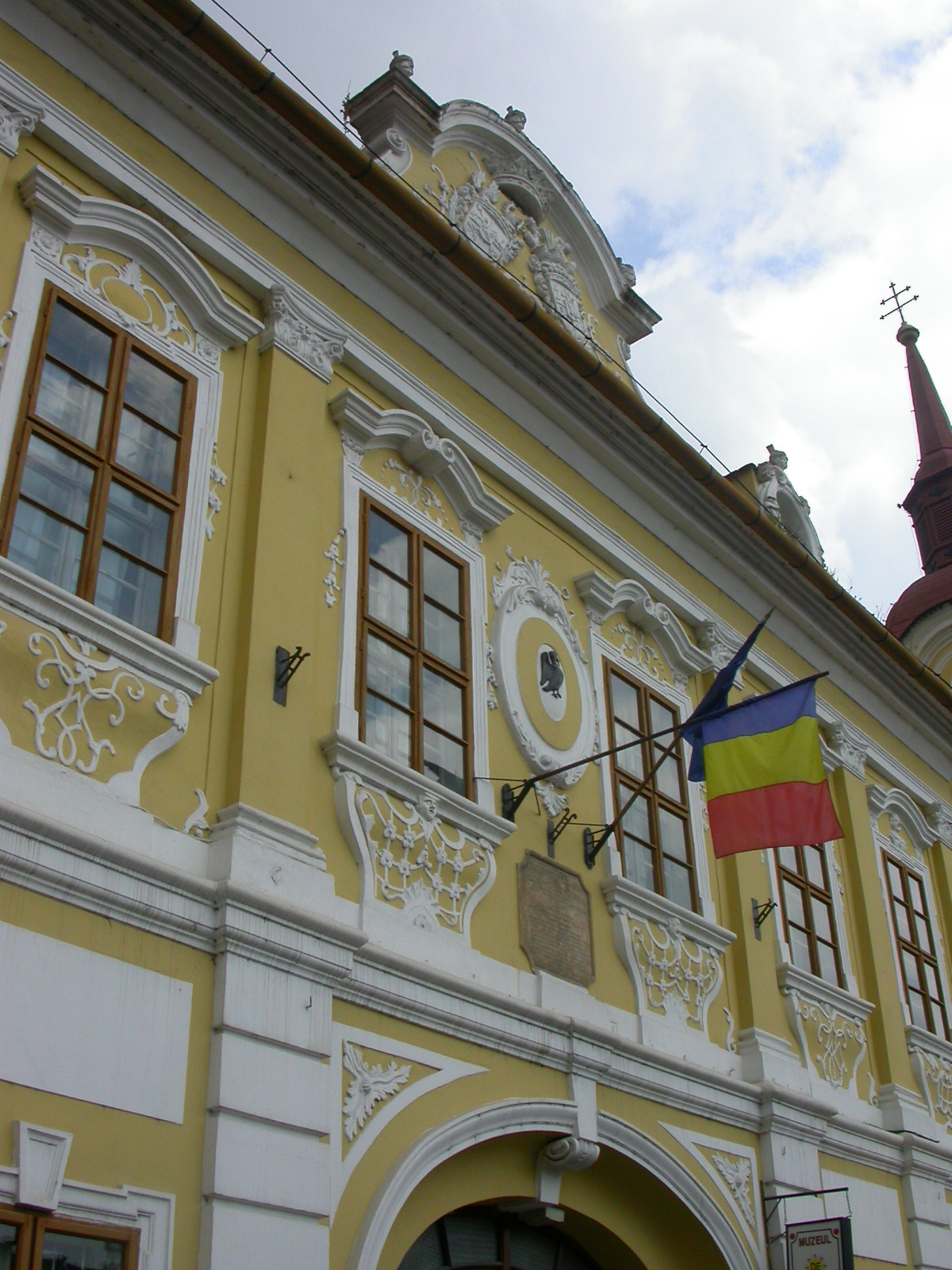
Fațada palatului
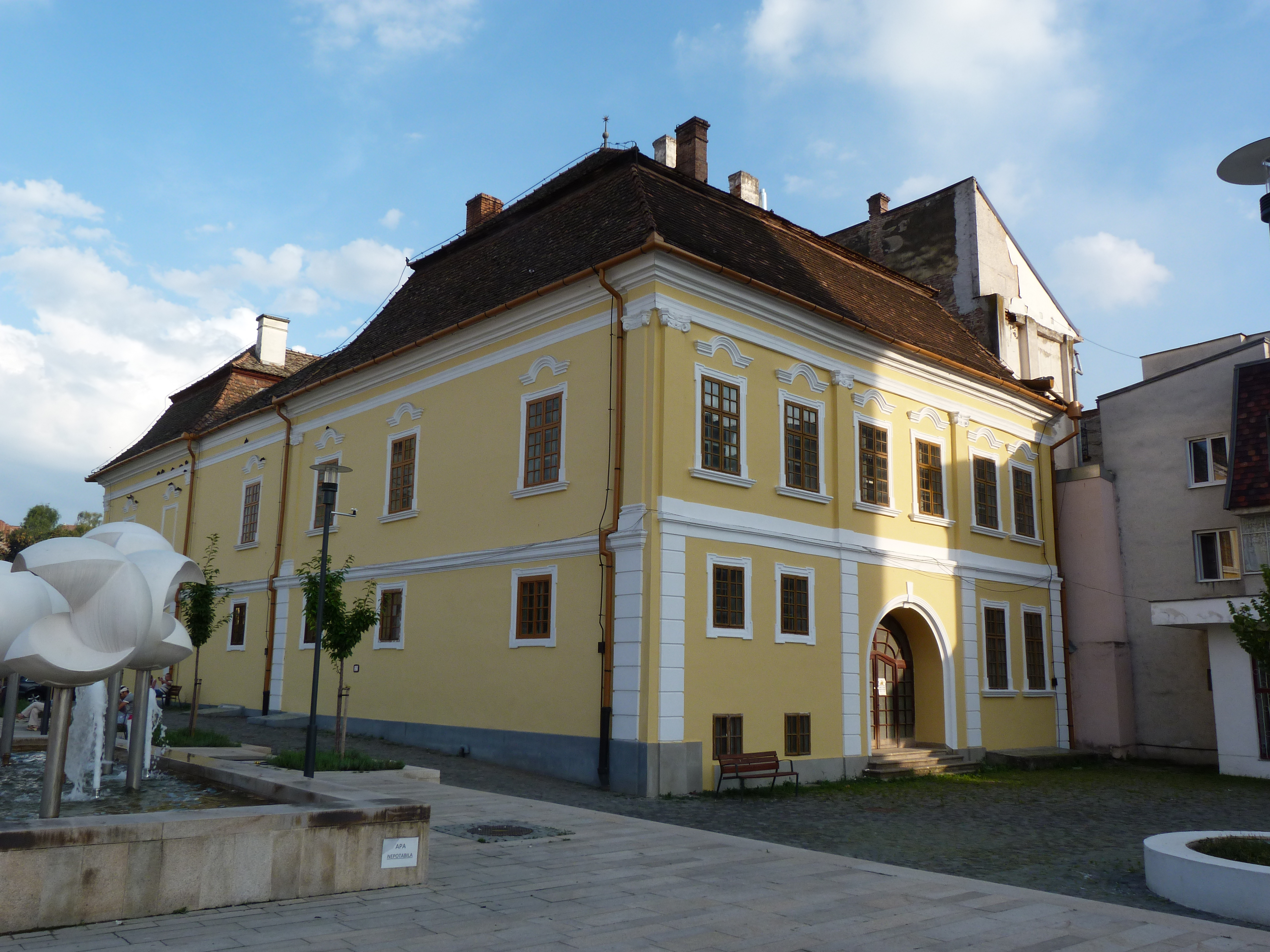
Spatele clădirii